# Ministri della salute della Repubblica Italiana
I ministri della salute della Repubblica Italiana si sono avvicendati dal 1958 in poi.

## Lista
| Ministro                                                                                          | Ministro         | Ministro                              | Partito                                                         | Governo                   | Mandato          | Mandato          | Leg.             |
| Ministro                                                                                          | Ministro         | Ministro                              | Partito                                                         | Governo                   | Inizio           | Fine             | Leg.             |
| ------------------------------------------------------------------------------------------------- | ---------------- | ------------------------------------- | --------------------------------------------------------------- | ------------------------- | ---------------- | ---------------- | ---------------- |
| Alti commissari per l'igiene e la sanità pubblica presso la Presidenza del Consiglio dei ministri |                  |                                       |                                                                 |                           |                  |                  |                  |
|                                                                                                   |                  | Nicola Perrotti (1897-1970)           | Partito Socialista di Unità Proletaria                          | De Gasperi II             | 14 luglio 1946   | 2 febbraio 1947  | AC               |
| Partito Socialista Italiano                                                                       | De Gasperi III   | Nicola Perrotti (1897-1970)           | 2 febbraio 1947                                                 | 1º giugno 1947            |                  |                  | AC               |
| Partito Socialista Italiano                                                                       | De Gasperi IV    | Nicola Perrotti (1897-1970)           | 1º giugno 1947                                                  | 24 maggio 1948            |                  |                  | AC               |
| Partito Socialista Italiano                                                                       | De Gasperi V     | Nicola Perrotti (1897-1970)           | 24 maggio 1948                                                  | 1º giugno 1948            | I                |                  |                  |
|                                                                                                   | De Gasperi V     |                                       | Mario Cotellessa (1897-1978)                                    | Democrazia Cristiana      | I                | 1º giugno 1948   | 28 gennaio 1950  |
| De Gasperi VI                                                                                     | 28 gennaio 1950  | 26 luglio 1951                        | Mario Cotellessa (1897-1978)                                    | Democrazia Cristiana      | I                |                  |                  |
| De Gasperi VII                                                                                    | 26 luglio 1951   | 16 luglio 1953                        | Mario Cotellessa (1897-1978)                                    | Democrazia Cristiana      | I                |                  |                  |
|                                                                                                   |                  | Tiziano Tessitori (1895-1973)         | Democrazia Cristiana                                            | De Gasperi VIII           | 16 luglio 1953   | 17 agosto 1953   | II               |
| Pella                                                                                             | 17 agosto 1953   | Tiziano Tessitori (1895-1973)         | Democrazia Cristiana                                            | 19 gennaio 1954           |                  |                  | II               |
| Fanfani I                                                                                         | 19 gennaio 1954  | Tiziano Tessitori (1895-1973)         | Democrazia Cristiana                                            | 10 febbraio 1954          |                  |                  | II               |
| Scelba                                                                                            | 10 febbraio 1954 | Tiziano Tessitori (1895-1973)         | Democrazia Cristiana                                            | 6 luglio 1955             |                  |                  | II               |
| Segni I                                                                                           | 6 luglio 1955    | Tiziano Tessitori (1895-1973)         | Democrazia Cristiana                                            | 20 maggio 1957            |                  |                  | II               |
|                                                                                                   |                  | Angelo Giacomo Mott (1902-1963)       | Democrazia Cristiana                                            | Zoli                      | 20 maggio 1957   | 2 luglio 1958    | II               |
| Sanità                                                                                            |                  |                                       |                                                                 |                           |                  |                  |                  |
|                                                                                                   |                  | Vincenzo Monaldi (1899-1969)          | Democrazia Cristiana                                            | Fanfani II                | 14 agosto 1958   | 16 febbraio 1959 | III              |
|                                                                                                   |                  | Camillo Giardina (1907-1985)          | Democrazia Cristiana                                            | Segni II                  | 16 febbraio 1959 | 26 marzo 1960    | III              |
| Tambroni                                                                                          | 26 marzo 1960    | Camillo Giardina (1907-1985)          | Democrazia Cristiana                                            | 27 luglio 1960            |                  |                  | III              |
| Fanfani III                                                                                       | 27 luglio 1960   | Camillo Giardina (1907-1985)          | Democrazia Cristiana                                            | 22 febbraio 1962          |                  |                  | III              |
|                                                                                                   |                  | Angelo Raffaele Jervolino (1890-1985) | Democrazia Cristiana                                            | Fanfani IV                | 22 febbraio 1962 | 22 giugno 1963   | III              |
| Leone I                                                                                           | 22 giugno 1963   | Angelo Raffaele Jervolino (1890-1985) | Democrazia Cristiana                                            | 5 dicembre 1963           | IV               |                  |                  |
|                                                                                                   |                  | Giacomo Mancini (1916-2002)           | Partito Socialista Italiano                                     | Moro I                    | IV               | 5 dicembre 1963  | 23 luglio 1964   |
|                                                                                                   |                  | Luigi Mariotti (1912-2004)            | Partito Socialista Italiano                                     | Moro II                   | IV               | 23 luglio 1964   | 24 febbraio 1966 |
| Moro III                                                                                          | 24 febbraio 1966 | Luigi Mariotti (1912-2004)            | Partito Socialista Italiano                                     | 25 giugno 1968            | IV               |                  |                  |
|                                                                                                   |                  | Ennio Zelioli-Lanzini (1899-1976)     | Democrazia Cristiana                                            | Leone II                  | 25 giugno 1968   | 13 dicembre 1968 | V                |
|                                                                                                   |                  | Camillo Ripamonti (1919-1997)         | Democrazia Cristiana                                            | Rumor I                   | 13 dicembre 1968 | 6 agosto 1969    | V                |
| Rumor II                                                                                          | 6 agosto 1969    | Camillo Ripamonti (1919-1997)         | Democrazia Cristiana                                            | 28 marzo 1970             |                  |                  | V                |
|                                                                                                   |                  | Luigi Mariotti (1912-2004)            | Partito Socialista Italiano                                     | Rumor III                 | 28 marzo 1970    | 6 agosto 1970    | V                |
| Colombo                                                                                           | 6 agosto 1970    | Luigi Mariotti (1912-2004)            | Partito Socialista Italiano                                     | 18 febbraio 1972          |                  |                  | V                |
|                                                                                                   |                  | Athos Valsecchi (1919-1985)           | Democrazia Cristiana                                            | Andreotti I               | 18 febbraio 1972 | 26 giugno 1972   | V                |
|                                                                                                   |                  | Remo Gaspari (1921-2011)              | Democrazia Cristiana                                            | Andreotti II              | 26 giugno 1972   | 8 luglio 1973    | VI               |
|                                                                                                   |                  | Luigi Gui (1914-2010)                 | Democrazia Cristiana                                            | Rumor IV                  | 8 luglio 1973    | 15 marzo 1974    | VI               |
|                                                                                                   |                  | Vittorino Colombo (1925-1996)         | Democrazia Cristiana                                            | Rumor V                   | 15 marzo 1974    | 23 novembre 1974 | VI               |
|                                                                                                   |                  | Antonino Pietro Gullotti (1922-1989)  | Democrazia Cristiana                                            | Moro IV                   | 23 novembre 1974 | 12 febbraio 1976 | VI               |
|                                                                                                   |                  | Luciano Dal Falco (1925-1992)         | Democrazia Cristiana                                            | Moro V                    | 12 febbraio 1976 | 30 luglio 1976   | VI               |
| Andreotti III                                                                                     | 30 luglio 1976   | Luciano Dal Falco (1925-1992)         | Democrazia Cristiana                                            | 13 marzo 1978             | VII              |                  |                  |
|                                                                                                   |                  | Tina Anselmi (1927-2016)              | Democrazia Cristiana                                            | Andreotti IV              | VII              | 13 marzo 1978    | 21 marzo 1979    |
| Andreotti V                                                                                       | 21 marzo 1979    | Tina Anselmi (1927-2016)              | Democrazia Cristiana                                            | 5 agosto 1979             | VII              |                  |                  |
|                                                                                                   |                  | Renato Altissimo (1940-2015)          | Partito Liberale Italiano                                       | Cossiga I                 | 5 agosto 1979    | 4 aprile 1980    | VIII             |
|                                                                                                   |                  | Aldo Aniasi (1921-2005)               | Partito Socialista Italiano                                     | Cossiga II                | 4 aprile 1980    | 18 ottobre 1980  | VIII             |
| Forlani                                                                                           | 18 ottobre 1980  | Aldo Aniasi (1921-2005)               | Partito Socialista Italiano                                     | 28 giugno 1981            |                  |                  | VIII             |
|                                                                                                   |                  | Renato Altissimo (1940-2015)          | Partito Liberale Italiano                                       | Spadolini I               | 28 giugno 1981   | 23 agosto 1982   | VIII             |
| Spadolini II                                                                                      | 23 agosto 1982   | Renato Altissimo (1940-2015)          | Partito Liberale Italiano                                       | 1º dicembre 1982          |                  |                  | VIII             |
| Fanfani V                                                                                         | 1º dicembre 1982 | Renato Altissimo (1940-2015)          | Partito Liberale Italiano                                       | 4 agosto 1983             |                  |                  | VIII             |
|                                                                                                   |                  | Costante Degan (1930-1988)            | Democrazia Cristiana                                            | Craxi I                   | 4 agosto 1983    | 1º agosto 1986   | IX               |
|                                                                                                   |                  | Carlo Donat-Cattin (1919-1991)        | Democrazia Cristiana                                            | Craxi II                  | 1º agosto 1986   | 18 aprile 1987   | IX               |
| Fanfani VI                                                                                        | 18 aprile 1987   | Carlo Donat-Cattin (1919-1991)        | Democrazia Cristiana                                            | 29 luglio 1987            |                  |                  | IX               |
| Goria                                                                                             | 29 luglio 1987   | Carlo Donat-Cattin (1919-1991)        | Democrazia Cristiana                                            | 13 aprile 1988            | X                |                  |                  |
| De Mita                                                                                           | 13 aprile 1988   | Carlo Donat-Cattin (1919-1991)        | Democrazia Cristiana                                            | 23 luglio 1989            | X                |                  |                  |
|                                                                                                   |                  | Francesco De Lorenzo (1938)           | Partito Liberale Italiano                                       | Andreotti VI              | X                | 23 luglio 1989   | 13 aprile 1991   |
| Andreotti VII                                                                                     | 13 aprile 1991   | Francesco De Lorenzo (1938)           | Partito Liberale Italiano                                       | 28 giugno 1992            | X                |                  |                  |
| Amato I                                                                                           | 28 giugno 1992   | Francesco De Lorenzo (1938)           | Partito Liberale Italiano                                       | 21 febbraio 1993          | XI               |                  |                  |
| Amato I                                                                                           |                  |                                       | Raffaele Costa (1936)                                           | Partito Liberale Italiano | XI               | 21 febbraio 1993 | 29 aprile 1993   |
|                                                                                                   |                  | Mariapia Garavaglia (1947)            | Democrazia Cristiana                                            | Ciampi                    | XI               | 29 aprile 1993   | 11 maggio 1994   |
|                                                                                                   |                  | Raffaele Costa (1936)                 | Unione di Centro                                                | Berlusconi I              | 11 maggio 1994   | 17 gennaio 1995  | XII              |
|                                                                                                   |                  | Elio Guzzanti (1920-2014)             | Indipendente                                                    | Dini                      | 17 gennaio 1995  | 18 maggio 1996   | XII              |
|                                                                                                   |                  | Rosy Bindi (1951)                     | Partito Popolare Italiano                                       | Prodi I                   | 18 maggio 1996   | 21 ottobre 1998  | XIII             |
| D'Alema I                                                                                         | 21 ottobre 1998  | Rosy Bindi (1951)                     | Partito Popolare Italiano                                       | 22 dicembre 1999          |                  |                  | XIII             |
| D'Alema II                                                                                        | 22 dicembre 1999 | Rosy Bindi (1951)                     | Partito Popolare Italiano                                       | 26 aprile 2000            |                  |                  | XIII             |
|                                                                                                   |                  | Umberto Veronesi (1925-2016)          | Indipendente                                                    | Amato II                  | 26 aprile 2000   | 11 giugno 2001   | XIII             |
| Salute                                                                                            |                  |                                       |                                                                 |                           |                  |                  |                  |
|                                                                                                   |                  | Girolamo Sirchia (1933)               | Indipendente                                                    | Berlusconi II             | 11 giugno 2001   | 23 aprile 2005   | XIV              |
|                                                                                                   |                  | Francesco Storace (1959)              | Alleanza Nazionale                                              | Berlusconi III            | 23 aprile 2005   | 11 marzo 2006    | XIV              |
|                                                                                                   |                  | Livia Turco (1955)                    | Democratici di Sinistra Partito Democratico                     | Prodi II                  | 17 maggio 2006   | 8 maggio 2008    | XV               |
| Lavoro, salute e politiche sociali                                                                |                  |                                       |                                                                 |                           |                  |                  |                  |
|                                                                                                   |                  | Maurizio Sacconi (1950)               | Il Popolo della Libertà                                         | Berlusconi IV             | 8 maggio 2008    | 13 dicembre 2009 | XVI              |
| Salute                                                                                            |                  |                                       |                                                                 |                           |                  |                  |                  |
|                                                                                                   |                  | Ferruccio Fazio (1944)                | Indipendente                                                    | Berlusconi IV             | 13 dicembre 2009 | 16 novembre 2011 | XVI              |
|                                                                                                   |                  | Renato Balduzzi (1955)                | Indipendente                                                    | Monti                     | 16 novembre 2011 | 28 aprile 2013   | XVI              |
|                                                                                                   |                  | Beatrice Lorenzin (1971)              | Il Popolo della Libertà Nuovo Centrodestra Alternativa Popolare | Letta                     | 28 aprile 2013   | 22 febbraio 2014 | XVII             |
| Renzi                                                                                             | 22 febbraio 2014 | Beatrice Lorenzin (1971)              | Il Popolo della Libertà Nuovo Centrodestra Alternativa Popolare | 12 dicembre 2016          |                  |                  | XVII             |
| Gentiloni                                                                                         | 12 dicembre 2016 | Beatrice Lorenzin (1971)              | Il Popolo della Libertà Nuovo Centrodestra Alternativa Popolare | 1º giugno 2018            |                  |                  | XVII             |
|                                                                                                   |                  | Giulia Grillo (1975)                  | Movimento 5 Stelle                                              | Conte I                   | 1º giugno 2018   | 5 settembre 2019 | XVIII            |
|                                                                                                   |                  | Roberto Speranza (1979)               | Articolo Uno                                                    | Conte II                  | 5 settembre 2019 | 13 febbraio 2021 | XVIII            |
| Draghi                                                                                            | 13 febbraio 2021 | Roberto Speranza (1979)               | Articolo Uno                                                    | 22 ottobre 2022           |                  |                  | XVIII            |
|                                                                                                   |                  | Orazio Schillaci (1966)               | Indipendente                                                    | Meloni                    | 22 ottobre 2022  | in carica        | XIX              |